# Scotostena
Scotostena is een geslacht van vlinders van de familie uilen (Noctuidae), uit de onderfamilie Acontiinae.

## Soorten
- S. lugens Hampson, 1910
- S. pinodes Turner, 1909